# Cleonia lusitanica
Cleonia lusitanica é uma espécie de planta com flor pertencente à família Lamiaceae. 
A autoridade científica da espécie é (L.) L., tendo sido publicada em Species Plantarum, Editio Secunda 837. 1763.

## Portugal
Trata-se de uma espécie presente no território português, nomeadamente em Portugal Continental.
Em termos de naturalidade é nativa da região atrás indicada.

## Protecção
Não se encontra protegida por legislação portuguesa ou da Comunidade Europeia.